# Olympische Sommerspiele 1964/Fußball
Bei den XVIII. Olympischen Spielen 1964 in Tokio wurde ein Wettbewerb im Fußball ausgetragen.
Spielorte waren Tokio mit dem Olympiastadion, dem Chichibu-Stadion, dem Komazawa-Stadion und Ōmiya mit dem Ōmiya-Stadion sowie das Nishikyōgoku Athletic Stadium in Kyōto, das Nagai Stadium in Osaka und das Mitsuzawa-Stadion in Yokohama.
Wie vier Jahre zuvor wurde zunächst eine Gruppenphase gespielt, diesmal qualifizierten sich aber die beiden Gruppenersten für das Viertelfinale. Für die Verlierer der Viertelfinalspiele gab es eine Hoffnungsrunde um Platz 5, die aber nur bei diesen Spielen ausgetragen wurde.
Deutschland nahm zum letzten Mal als gesamtdeutsche Olympiamannschaft teil. In einer innerdeutschen Qualifikation hatte sich die DDR-Auswahl gegen die bundesdeutsche Amateur-Auswahl durchgesetzt, deshalb war sie der Teil, der die gesamtdeutsche Mannschaft vertrat. Die Gruppenphase wurde problemlos überwunden (zwei klare Siege gegen Iran und Mexiko sowie 1:1-Remis gegen Rumänien). Im Viertelfinale konnte man mit Jugoslawien den Olympiasieger von 1960 besiegen, musste sich aber im Halbfinale der Tschechoslowakei beugen. Im Spiel um Platz drei behielt die DDR-Mannschaft gegen die Vereinigte Arabische Republik die Oberhand, womit erstmals eine deutsche Auswahl eine olympische Medaille im Fußball gewinnen konnte.
Im Finale verlor die Tschechoslowakei 1:2 gegen Ungarn, das somit die Goldmedaille gewinnen konnte, zum zweiten Mal nach 1952.

## Qualifikation
Am 24. Mai 1964 kam es beim Qualifikationsspiel zwischen Peru und Argentinien zu einer Massenpanik, die mit knapp 350 Toten und über 500 Verletzten die bis heute größte Tragödie in der Geschichte des Fußballs ist.

## Das Turnier

### Gruppenphase

#### Gruppe A
|                                           |   |          |           |
| 11. Oktober 1964 in Ōmiya um 14:00 Uhr    |   |          |           |
| Mexiko                                    | – | Rumänien | 1:3 (0:2) |
| 11. Oktober 1964 in Yokohama um 14:00 Uhr |   |          |           |
| Deutschland                               | – | Iran     | 4:0 (3:0) |
| 13. Oktober 1964 in Tokio um 14:00 Uhr    |   |          |           |
| Iran                                      | – | Mexiko   | 1:1 (0:0) |
| 13. Oktober 1964 in Tokio um 14:00 Uhr    |   |          |           |
| Deutschland                               | – | Rumänien | 1:1 (1:1) |
| 15. Oktober 1964 in Tokio um 14:00 Uhr    |   |          |           |
| Iran                                      | – | Rumänien | 0:1 (0:1) |
| 15. Oktober 1964 in Yokohama um 14:00 Uhr |   |          |           |
| Deutschland                               | – | Mexiko   | 2:0 (1:0) |

| Pl. | Land        | Sp. | S | U | N | Tore    | Diff. | Punkte |
| --- | ----------- | --- | - | - | - | ------- | ----- | ------ |
| 1.  | Deutschland | 3   | 2 | 1 | 0 | 007:100 | +6    | 05:10  |
| 2.  | Rumänien    | 3   | 2 | 1 | 0 | 005:200 | +3    | 05:10  |
| 3.  | Mexiko      | 3   | 0 | 1 | 2 | 002:600 | −4    | 01:50  |
| 4.  | Iran        | 3   | 0 | 1 | 2 | 001:600 | −5    | 01:50  |

#### Gruppe B
|                                           |   |             |           |
| 11. Oktober 1964 in Tokio um 14:00 Uhr    |   |             |           |
| Ungarn                                    | – | Marokko     | 6:0 (2:0) |
| 13. Oktober 1964 in Yokohama um 14:00 Uhr |   |             |           |
| Marokko                                   | – | Jugoslawien | 1:3 (1:2) |
| 15. Oktober 1964 in Tokio um 14:00 Uhr    |   |             |           |
| Ungarn                                    | – | Jugoslawien | 6:5 (5:4) |

| Pl. | Land        | Sp.           | S             | U             | N             | Tore          | Diff.         | Punkte        |
| --- | ----------- | ------------- | ------------- | ------------- | ------------- | ------------- | ------------- | ------------- |
| 1.  | Ungarn      | 2             | 2             | 0             | 0             | 012:500       | +7            | 04:0          |
| 2.  | Jugoslawien | 2             | 1             | 0             | 1             | 008:700       | +1            | 02:20         |
| 3.  | Marokko     | 2             | 0             | 0             | 2             | 001:900       | −8            | 0:40          |
|     | Nordkorea   | zurückgezogen | zurückgezogen | zurückgezogen | zurückgezogen | zurückgezogen | zurückgezogen | zurückgezogen |

#### Gruppe C
|                                           |   |                  |            |
| 12. Oktober 1964 in Tokio um 14:00 Uhr    |   |                  |            |
| Brasilien                                 | – | VA Republik      | 1:1 (1:0)  |
| 12. Oktober 1964 in Ōmiya um 14:00 Uhr    |   |                  |            |
| Tschechoslowakei                          | – | Südkorea         | 6:1 (4:0)  |
| 14. Oktober 1964 in Tokio um 14:00 Uhr    |   |                  |            |
| Tschechoslowakei                          | – | VA Republik      | 5:1 (3:0)  |
| 14. Oktober 1964 in Yokohama um 14:00 Uhr |   |                  |            |
| Brasilien                                 | – | Südkorea         | 4:0 (2:0)  |
| 16. Oktober 1964 in Tokio um 14:00 Uhr    |   |                  |            |
| Südkorea                                  | – | VA Republik      | 0:10 (0:3) |
| 16. Oktober 1964 in Ōmiya um 14:00 Uhr    |   |                  |            |
| Brasilien                                 | – | Tschechoslowakei | 0:1 (0:0)  |

| Pl. | Land             | Sp. | S | U | N | Tore    | Diff. | Punkte |
| --- | ---------------- | --- | - | - | - | ------- | ----- | ------ |
| 1.  | Tschechoslowakei | 3   | 3 | 0 | 0 | 012:200 | +10   | 06:0   |
| 2.  | VA Republik      | 3   | 1 | 1 | 1 | 012:600 | +6    | 03:30  |
| 3.  | Brasilien        | 3   | 1 | 1 | 1 | 005:200 | +3    | 03:30  |
| 4.  | Südkorea         | 3   | 0 | 0 | 3 | 001:200 | −19   | 0:60   |

#### Gruppe D
|                                           |   |       |           |
| 12. Oktober 1964 in Yokohama um 14:00 Uhr |   |       |           |
| Argentinien                               | – | Ghana | 1:1 (1:0) |
| 14. Oktober 1964 in Tokio um 14:00 Uhr    |   |       |           |
| Argentinien                               | – | Japan | 2:3 (1:0) |
| 16. Oktober 1964 in Tokio um 14:00 Uhr    |   |       |           |
| Ghana                                     | – | Japan | 3:2 (1:1) |

| Pl. | Land        | Sp.           | S             | U             | N             | Tore          | Diff.         | Punkte        |
| --- | ----------- | ------------- | ------------- | ------------- | ------------- | ------------- | ------------- | ------------- |
| 1.  | Ghana       | 2             | 1             | 1             | 0             | 004:300       | +1            | 03:10         |
| 2.  | Japan       | 2             | 1             | 0             | 1             | 005:500       | ±0            | 02:20         |
| 3.  | Argentinien | 2             | 0             | 1             | 1             | 003:400       | −1            | 01:30         |
|     | Italien     | zurückgezogen | zurückgezogen | zurückgezogen | zurückgezogen | zurückgezogen | zurückgezogen | zurückgezogen |

### Viertelfinale
|                                                                 |   |             |           |
| 18. Oktober 1964 um 14:00 Uhr in Tokio (Prinz-Chichibu-Stadion) |   |             |           |
| Deutschland                                                     | – | Jugoslawien | 1:0 (1:0) |
| 18. Oktober 1964 um 14:00 Uhr in Yokohama                       |   |             |           |
| Ghana                                                           | – | VA Republik | 1:5 (1:1) |
| 18. Oktober 1964 um 14:00 Uhr in Tokio (Komazawa-Stadion)       |   |             |           |
| Tschechoslowakei                                                | – | Japan       | 4:0 (1:0) |
| 18. Oktober 1964 um 14:00 Uhr in Tokio (Prinz-Chichibu-Stadion) |   |             |           |
| Ungarn                                                          | – | Rumänien    | 2:0 (1:0) |

### Halbfinale
|                                                                 |   |             |           |
| 20. Oktober um 14:00 Uhr 1964 in Tokio (Komazawa-Stadion)       |   |             |           |
| Ungarn                                                          | – | VA Republik | 6:0 (3:0) |
| 20. Oktober um 14:00 Uhr 1964 in Tokio (Prinz-Chichibu-Stadion) |   |             |           |
| Tschechoslowakei                                                | – | Deutschland | 2:1 (0:1) |

### Platzierungsspiele (Plätze 5 bis 8)
|                                        |   |             |           |
| 20. Oktober 1964 um 14:00 Uhr in Kyōto |   |             |           |
| Rumänien                               | – | Ghana       | 4:2 (3:2) |
| 20. Oktober 1964 um 14:00 Uhr in Osaka |   |             |           |
| Japan                                  | – | Jugoslawien | 1:6 (0:3) |

### Spiel um Platz 5
|                                        |   |          |           |
| 22. Oktober 1964 um 14:00 Uhr in Osaka |   |          |           |
| Jugoslawien                            | – | Rumänien | 0:3 (0:0) |

### Spiel um Bronze
| Deutschland                                             | Deutschland | Vereinigte Arabische Republik | Vereinigte Arabische Republik |
| ------------------------------------------------------- | --- | --- | ----------------------------- |
| Deutschland                                             | \| 23. Oktober 1964 um 12:00 Uhr in Tokio (Olympiastadion) \| \| Ergebnis: 3:1 (1:0) \| \| Zuschauer: 60.000 \| \| Schiedsrichter: Yozo Yokoyama ( Japan) \| | \| 23. Oktober 1964 um 12:00 Uhr in Tokio (Olympiastadion) \| \| Ergebnis: 3:1 (1:0) \| \| Zuschauer: 60.000 \| \| Schiedsrichter: Yozo Yokoyama ( Japan) \| | Vereinigte Arabische Republik |
| Deutschland                                             | Heinsch – Fräßdorf, Rock, Geisler, Walter – Körner, Pankau, Nöldner – Stöcker, Frenzel, Vogel Cheftrainer: Károly Sós ( Ungarn)                              | Ahmed – Zaki, El Isnawi, Kotb, Attia – El Sherbini, Mohamed, Riad – Badawi, Nosseir, Etman Cheftrainer: Josef Vandler ( Jugoslawien)                         | Vereinigte Arabische Republik |
| Deutschland                                             | 1:0 Frenzel (17.) 2:0 Vogel (48.) 3:0 Stöcker (56.) | 3:1 Attia (75., Elfm.) | Vereinigte Arabische Republik |
| Deutschland                                             | Verwarnungen: Badawi, Zaki | | Vereinigte Arabische Republik |
| 23. Oktober 1964 um 12:00 Uhr in Tokio (Olympiastadion) | | |                               |
| Ergebnis: 3:1 (1:0)                                     | | |                               |
| Zuschauer: 60.000                                       | | |                               |
| Schiedsrichter: Yozo Yokoyama ( Japan)                  | | |                               |

### Finale
| Ungarn                                                  | Ungarn | Tschechoslowakei | Tschechoslowakei |
| ------------------------------------------------------- | --- | --- | ---------------- |
| Ungarn                                                  | \| 23. Oktober 1964 um 16:30 Uhr in Tokio (Olympiastadion) \| \| Ergebnis: 2:1 (0:0) \| \| Zuschauer: 75.000 \| \| Schiedsrichter: Menahem Ashkenazi ( Israel) \| | \| 23. Oktober 1964 um 16:30 Uhr in Tokio (Olympiastadion) \| \| Ergebnis: 2:1 (0:0) \| \| Zuschauer: 75.000 \| \| Schiedsrichter: Menahem Ashkenazi ( Israel) \| | Tschechoslowakei |
| Ungarn                                                  | Szentmihályi – Novák, Ihász, Szepesi, Orbán – Nógrádi, Csernai, Komora – Farkas, Bene, Katona Cheftrainer: Lajos Baróti                                           | Schmucker – Urban, Pičman, Vojta, Weiss – Geleta, Mráz, Lichtnégl – Brumovský, Masný, Valošek Cheftrainer: Rudolf Vytlačil                                        | Tschechoslowakei |
| Ungarn                                                  | 1:0 Weiss (47. Eigentor) 2:0 Bene (59.) | 2:1 Brumovsky (80.) | Tschechoslowakei |
| Ungarn                                                  | Verwarnung: Vojta | | Tschechoslowakei |
| 23. Oktober 1964 um 16:30 Uhr in Tokio (Olympiastadion) | | |                  |
| Ergebnis: 2:1 (0:0)                                     | | |                  |
| Zuschauer: 75.000                                       | | |                  |
| Schiedsrichter: Menahem Ashkenazi ( Israel)             | | |                  |

## Medaillenränge

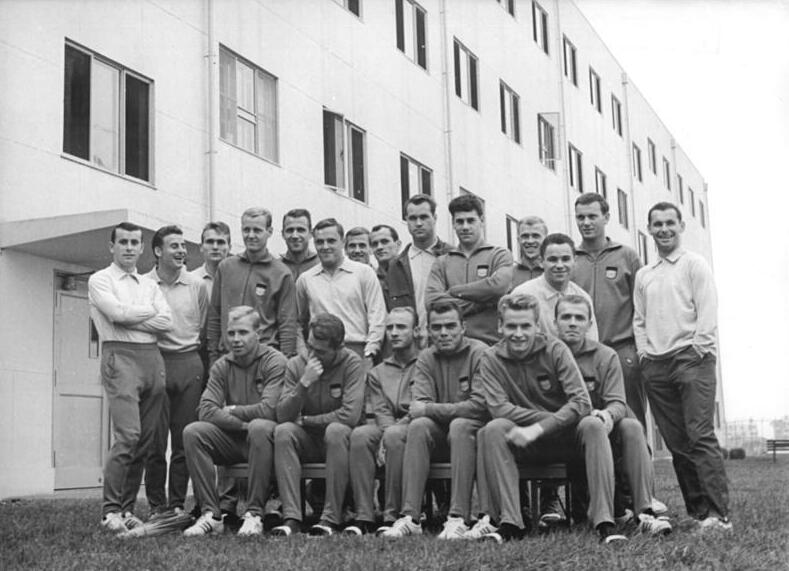
Die Auswahl der DDR trat für Deutschland an und gewann die Bronzemedaille.

| Rang                    | Medaillengewinner |
| ----------------------- | --- |
| Gold Ungarn             | Ferenc Bene, Tibor Csernai, Antal Dunai, János Farkas, József Gelei (TW), Kálmán Ihász, Sándor Katona, Benő Káposzta, Antal Szentmihályi (TW), Imre Komora, György Nagy, István Nagy, Ferenc Nógrádi, Károly Palotai, Dezső Novák, Pal Okosz, Árpád Orbán, Gusztáv Szepesi, Zoltán Varga Trainer: Lajos Baróti                                                         |
| Silber Tschechoslowakei | Ján Brumovský, Ludovít Cvetler, Ján Geleta, František Knebort, Karel Knesl, Karel Lichtnégl, Vojtech Masný, Štefan Matlák, Ivan Mráz, Karel Nepomucký, Zdeněk Pičman, František Schmucker (TW), Anton Švajlen (TW), Anton Urban, František Valošek, Josef Vojta, Vladimír Weiss Trainer: Rudolf Vytlačil                                                               |
| Bronze Deutschland      | Gerd Backhaus, Wolfgang Barthels, Bernd Bauchspieß, Gerhard Körner, Otto Fräßdorf, Henning Frenzel, Dieter Engelhardt, Herbert Pankau, Manfred Geisler, Jürgen Heinsch (TW), Klaus Lisiewicz, Jürgen Nöldner, Peter Rock, Klaus-Dieter Seehaus, Hermann Stöcker, Werner Unger, Klaus Urbanczyk, Eberhard Vogel, Manfred Walter, Horst Weigang (TW) Trainer: Károly Sós |

## Beste Torschützen
| Rang | Spieler             | Tore |
| ---- | ------------------- | ---- |
| 1    | Ferenc Bene         | 12   |
| 2    | Ibrahim Riad        | 8    |
| 3    | Cornel Pavlovici    | 6    |
|      | Tibor Csernai       | 6    |
| 5    | Ivan Mráz           | 5    |
|      | Slaven Zambata      | 5    |
| 7    | Josef Vojta         | 4    |
|      | Henning Frenzel     | 4    |
|      | Rudolf Belin        | 4    |
|      | Ivica Osim          | 4    |
| 11   | Jan Brumovský       | 3    |
|      | Eberhard Vogel      | 3    |
|      | Aggrey Fynn         | 3    |
|      | Rifaat El-Fanaguili | 3    |
| 15   | Jürgen Nöldner      | 2    |
| …    |                     |      |
| 26   | Wolfgang Barthels   | 1    |
|      | Bernd Bauchspieß    | 1    |
|      | Hermann Stöcker     | 1    |
| …    |                     |      |